# Auchan (Magyarország)
Az Auchan Magyarország Kft. az Auchan nemzetközi kiskereskedelmi üzletlánc magyarországi leányvállalata. Első áruházát 1998-ban nyitotta meg.
A Coface CEE Top 500 rangsor szerint 2021-ben és 2022-ben Magyarország 34., illetve 44. és Közép- és Kelet-Európa 257., illetve 377. legnagyobb forgalmú vállalata.
Az Auchan Magyarország Kft. egységes vásárlótájékoztató hangja Németh Borbála.

## Története

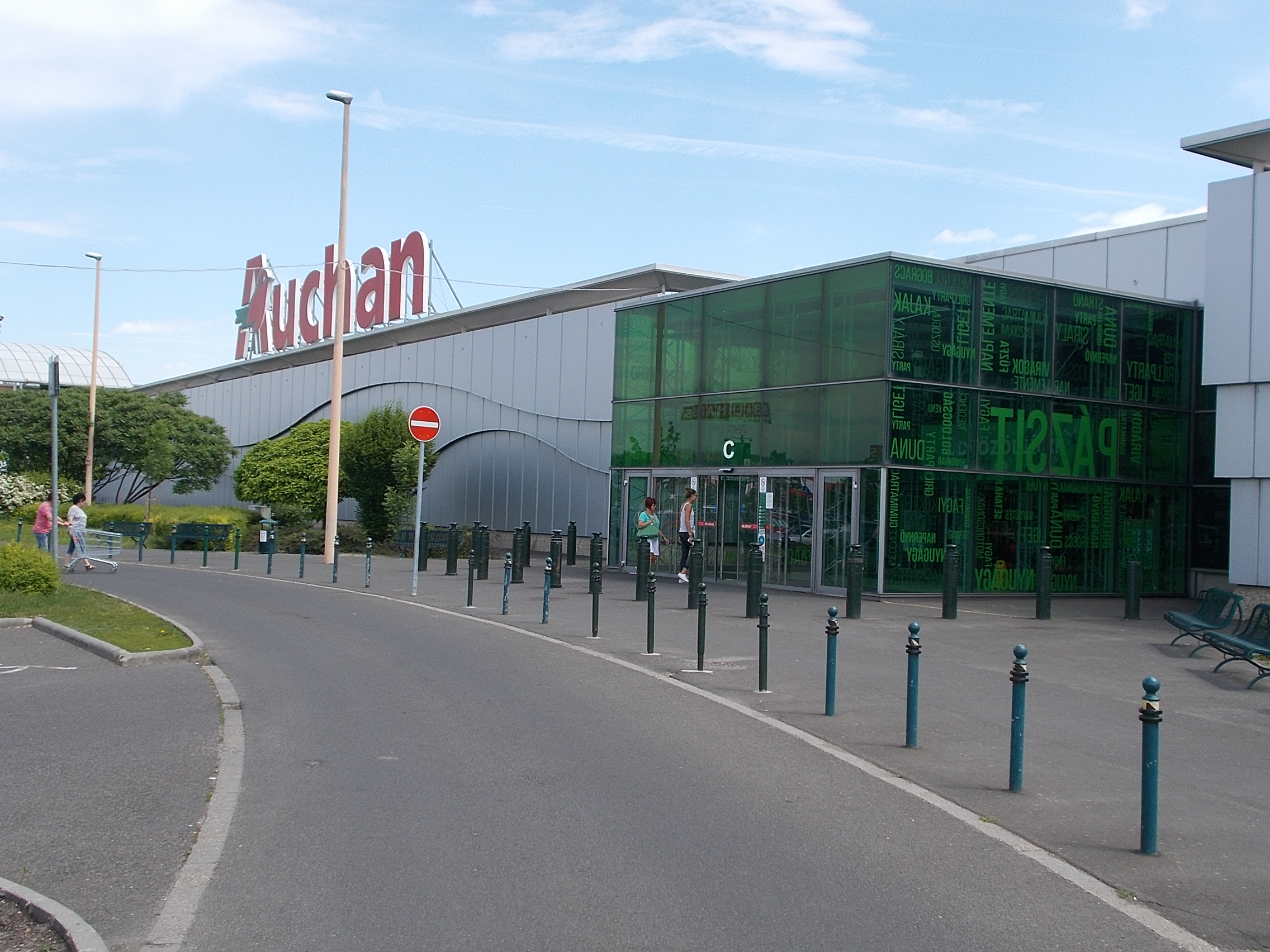
A legnagyobb alapterületű egység Dunakeszin

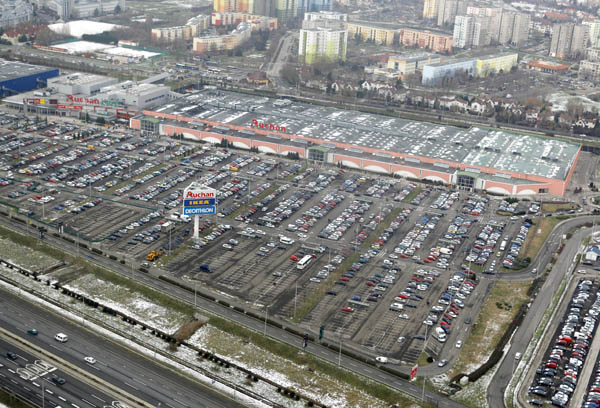
A zsúfolt budaörsi Auchan parkoló légi felvételen

Magyarországon 1998-ban nyitott az első áruház, Budaörsön, majd 2000-ben megnyitott a második, Soroksáron. 2005-ig további nyolc áruházzal bővült az Auchan Magyarország, melyből egy Székesfehérváron, egy Kecskeméten, hat pedig Budapesten és környékén van. Miskolcon 2008 novemberében nyílt meg. 2009. március 26-án, Maglódon nyitotta meg kapuit a 12. áruház, melynek felépítése és kinézete teljesen megegyezik a miskolciéval.
A 2010 nyarának elején történt hatalmas esőzések következtében a medréből kilépő Sajó-folyó több Borsod vármegyei településsel együtt a miskolci József Attila úti Auchan hipermarketet is elöntötte. Az árvíz több százmillió forintos kárt okozott az Auchan Magyarország Kft.-nek. Az áruház a körgát kiépítését követően, 2010. június 29-én nyitott ki ismét.
A gazdasági válság miatt 2011-ben nem nyitottak új üzletet. 2011 novemberében azonban döntést hoztak győri hipermarketük felépítéséről. Az Auchan Magyarország célja volt, hogy 2015-ig áruházai számát legalább harmincra növelje az ország egész területén, ami nem sikerült.

## A Cora Magyarország felvásárlása
Az Auchan cég 2011. december 28-án bejelentette, hogy megállapodást kötött a Louis Delhaize csoporttal, annak hét magyarországi Cora hipermarketének az Auchan számára történő értékesítéséről. Az Auchan ezen döntésével 19-re növelte magyarországi egységeinek számát, és Budakalász, Debrecen, Fót, Szeged, Szolnok, Törökbálint területén jutott egységekhez, valamint Miskolcon két egységet üzemeltethetett tovább. A közlemény szerint az Auchan a Corát üzemeltető Magyar Hipermarket Kft. 2700 munkatársát a továbbiakban is foglalkoztatni kívánta, az Auchan Csoport részeként. A döntéssel az Auchan a későbbi terjeszkedéshez egyúttal jó fekvésű építési telkekhez is jutott Békéscsaba, Kecskemét és Pécs városokban tervezett újabb áruháznyitásokhoz. A terjeszkedés a Gazdasági Versenyhivatal jóváhagyásához volt kötve.
A vállalat felvásárlását az Európai Bizottság 2012. április 18-án hagyta jóvá.
2012. április 27-én írták alá a szerződést a Cora áruházakat működtető Magyar Hipermarket Kereskedelmi Kft. és az Auchan Magyarország Kft. képviselői, mely szerint ettől a naptól fogva a Cora magyarországi áruházait az Auchan üzemelteti tovább.
2012. július 27-én az Auchan Magyarország Kft. a Cora hivatalos weboldalán jelentette be, hogy áruházai internetes elérhetőségét a továbbiakban az Auchan weboldalán biztosítja.

## Auchan hipermarketek
| #  | Nyitás időpontja                                        | Eladótér mérete (m²) | Város                                | Cím                      | Benzinkút |
| -- | ------------------------------------------------------- | -------------------- | ------------------------------------ | ------------------------ | --------- |
| 1  | 1997. május 8. (Cora) 2012. szeptember 28. (Auchan)     | 13 000               | Törökbálint (Shopping City Budapest) | Torbágy utca 1.          |           |
| 2  | 1998. április 23.                                       | 19 200               | Budaörs                              | Sport utca 2–4.          |           |
| 3  | 1998. június 4. (Cora) 2012. szeptember 7. (Auchan)     | 14 073               | Budakalász                           | Omszk park 1.            |           |
| 4  | 1999. augusztus 25. (Cora) 2012. augusztus 24. (Auchan) | 15 000               | Fót                                  | Fehérkő utca 1.          |           |
| 5  | 1999. november 4. (Cora) 2012. szeptember 13. (Auchan)  | 11 070               | Szeged                               | Zápor út 4.              |           |
| 6  | 2000. augusztus 1.                                      | 15 635               | Budapest, Soroksár                   | Bevásárló utca 2.        |           |
| 7  | 2000. október 25. (Cora) 2012. szeptember 21. (Auchan)  | 11 500               | Miskolc-Dél                          | Pesti út 9.              |           |
| 8  | 2001. október 25.                                       | 20 000               | Dunakeszi                            | Nádas utca 6.            |           |
| 9  | 2001. november 28.                                      | 12 500               | Székesfehérvár (Auchan Korona)       | Holland fasor 2.         |           |
| 10 | 2002. április 23.                                       | 9 650                | Kecskemét                            | Dunaföldvári út 2.       |           |
| 11 | 2002. október 25. (Cora) 2012. szeptember 27. (Auchan)  | 11 500               | Debrecen                             | Kishatár út 7.           |           |
| 12 | 2002. november 8.                                       | 14 875               | Szigetszentmiklós (Auchan Sziget)    | Háros utca 120.          |           |
| 13 | 2002. november 21.                                      | 13 000               | Csömör (Kistarcsa) (Auchan Liget)    | Határ út 6.              |           |
| 14 | 2003. december 1.                                       | 10 000               | Budapest, Óbuda (Auchan Aquincum)    | Szentendrei út 115.      |           |
| 15 | 2004. május 19. (Cora) 2012. szeptember 14. (Auchan)    | 8 420                | Szolnok                              | Felső-szandai rét 1.     |           |
| 16 | 2004. október 11.                                       | 10 000               | Budapest, Albertfalva (Savoya Park)  | Hunyadi János út 19.     |           |
| 17 | 2005. november 11.                                      | 13 500               | Solymár (Auchan Pilis)               | Szent Flórián út 2–4.    |           |
| 18 | 2008. november 8.                                       | 10 000               | Miskolc (Auchan Borsod)              | József Attila út 87.     |           |
| 19 | 2009. március 26.                                       | 10 440               | Maglód                               | Eszterházy János utca 1. |           |

Az áruházlánc ingatlanjaiban a kiskereskedelmi, szolgáltatási és vendéglátási funkciókra az Nhood Services Hungary Kft. által bérbeadással értékesített üzletsorok az Auchan Korzó Üzlet- és Élményközpont nevet viselik.

## Auchan szupermarketek
| # | Nyitás időpontja               | Eladótér mérete (m²) | Város                                     | Cím                    |
| - | ------------------------------ | -------------------- | ----------------------------------------- | ---------------------- |
| 1 | 2017. szeptember 2.            |                      | Szekszárd                                 | Liszt Ferenc tér 2–4.  |
| 2 | 2006 (CBA) , 2018. április 12. |                      | Budapest, Kőbánya (Újhegy Bevásárlóudvar) | Gyömrői út 99.         |
| 3 | 2018. szeptember 7.            |                      | Zalaegerszeg (Zala Pláza)                 | Stadion út 1.          |
| 4 | 2018. szeptember 21.           |                      | Győr (Győr Pláza)                         | Vasvári Pál út 1/A     |
| 5 | 2018. november 7.              |                      | Sopron (Sopron Pláza)                     | Lackner Kristóf út 35. |

## Auchan GO üzletek
| # | Nyitás időpontja  | Eladótér mérete (m²) | Város    | Cím            |
| - | ----------------- | -------------------- | -------- | -------------- |
| 1 | 2025. április 10. | 18                   | Budapest | Bártfai u. 54. |

## Tervezett áruházak[14]
- Békéscsaba, Gyulai út hipermarket (7000 m2)
- Budapest szupermarket (1200 m²)
- Eger szupermarket (800 m²)
- Kaposvár szupermarket (1000 m²)
- Nyíregyháza szupermarket (1000 m²)
- Pécs szupermarket (1100 m²)
- Tatabánya szupermarket (900 m²)
- Veszprém szupermarket (1200 m²)
- Siófok szupermarket (1200 m²)
- Szombathely hipermarket (9200 m²)
- Keszthely szupermarket (900 m²)

## Benzinkutak

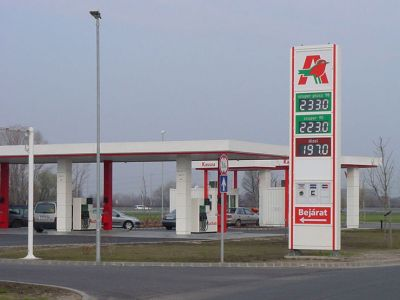
Auchan benzinkút

Az Auchan az első benzinkútját, a soroksári hipermarket mellett, 2004 februárjában nyitotta meg.  
2024-ben megnyitotta 19. töltőállomását az M0-s szigetszentmiklósi lehajtójánál. Ez az első olyan töltőállomás, amely nem Auchan áruház mellett található, ezért mellette egy újszerű választékkal rendelkező benzinkútshopot is üzemeltet a vállalat szezonális termékekkel.
2024-ben 19 töltőállomás üzemelt az országban.

### Benzinkutak listája
- Auchan Benzinkút Budakalász

- Auchan Benzinkút Budaörs

- Auchan Benzinkút Csömör

- Auchan Benzinkút Debrecen

- Auchan Benzinkút Dunakeszi

- Auchan Benzinkút Fót

- Auchan Benzinkút Kecskemét

- Auchan Benzinkút Maglód

- Auchan Benzinkút Miskolc (észak)

- Auchan Benzinkút Miskolc (dél)

- Auchan Benzinkút Solymár

- Auchan Benzinkút Albertfalva

- Auchan Benzinkút Soroksár

- Auchan Benzinkút Szeged

- Auchan Benzinkút Székesfehérvár

- Auchan Benzinkút Csepel

- Auchan Benzinkút Szolnok

- Auchan Benzinkút Törökbálint

- Auchan Benzinkút Szigetszentmiklós (M0-s autóút)

## Fontos telephelyek
- Budaörs: központi iroda 1998 óta
- Üllő: logisztikai központ 2002 óta[15]

## Az Auchan saját márkái
- Auchan Kedvenc: Az Auchan Tippnél magasabb minőségű termékek.

- Auchan Tipp: Az Auchan minőségi termékei, minden helyzetre, mindennap, alacsony áron.

- Auchan Collection: A trendi, megfizethető és sokoldalú ruházati termékeket kínáló márkája.

- Qilive: Az Auchan saját elektronikai márkája.

- Cosmia: Az Auchan minőségi szépségápolási és higiéniai termékeket kínáló márkája.

- One Two Fun: Az Auchan saját játékmárkája.

- Actuel: Az Auchan megfizethető, stílusos és praktikus háztartási termékeket kínáló márkája.

- Inextenso: Az Auchan prémiumabb saját ruházati márkája.